# أيام الخمر والورد (فلم)
أيام الخمر والورد (بالإنجليزية: Days of Wine and Roses) هو فيلم دراما تم إنتاجه في الولايات المتحدة وصدر في سنة 1962. واخرجه المخرج الأمريكي بليك إدواردز.

## بطولة
- جاك ليمون
- جاك كلوغمان

### ترشيحات وجوائز
| السنة | الحدث  | الفئة      | النتيجة  |
| ----- | ------ | ---------- | -------- |
|       | أوسكار | أفضل أغنية | فـــــوز |

## الميزانية والإيرادات
حقق أرباحا تقدر بـ 8,123,077 دولار.

## وصلات خارجية
- مقالات تستعمل روابط فنية بلا صلة مع ويكي بيانات

1. ↑  Box Office Information for Days of Wine and Roses. The Numbers. Retrieved June 13, 2013. [وصلة مكسورة] نسخة محفوظة 2020-04-07 على موقع واي باك مشين.
2. ↑  Blocker، Jack S.؛ Fahey، David M.؛ Tyrrell، Ian R. (2003). Alcohol and Temperance in Modern History: An International Encyclopedia. Santa Barbara, Calif.: ABC-CLIO. ص. vol. 1, p. 29. ISBN:1-57607-833-7. مؤرشف من الأصل في 2019-10-10. اطلع عليه بتاريخ 2016-06-17.
3. ↑  "NY Times: Days of Wine and Roses". NY Times. مؤرشف من الأصل في 2012-10-18. اطلع عليه بتاريخ 2008-12-24.